# Pusarla Venkata Sindhu
Pusarla Venkata Sindhu (Telugu:పూసర్ల వెంకట సింధు; Hyderabad, Andhra Pradesh, 5. srpnja 1995.) Indijska je profesionalna igračica badmintona.

## Karijera
Sindhu je u svojoj karijeri osvojila Svjetsko prvenstvo 2019., srebrnu olimpijsku medalju 2016., brončanu olimpijsku medalju 2021. i zlatnu medalju na Igrama Commonwealtha 2022.
Sindhu je 2020. godine nagrađena trećom najvišom indijskom civilnom nagradom Padma Bhushan za svoj doprinos na području badmintona.

## Vanjske poveznice
|  | Zajednički poslužitelj ima još gradiva o temi Pusarla Venkata Sindhu |

- P. V. Sindhu u turnirskom softveru